# Pap of Glencoe
Pap of Glencoe är ett berg i Storbritannien.   Det ligger i kommunen Highland och riksdelen Skottland, i den nordvästra delen av landet, 600 km nordväst om huvudstaden London. Toppen på Pap of Glencoe är 742 meter över havet, eller 148 meter över den omgivande terrängen. Bredden vid basen är 0,54 km.
Terrängen runt Pap of Glencoe är kuperad åt sydväst, men åt nordost är den bergig.Runt Pap of Glencoe är det mycket glesbefolkat, med 4 invånare per kvadratkilometer. Närmaste större samhälle är Fort William, 14,5 km norr om Pap of Glencoe. I omgivningarna runt Pap of Glencoe växer i huvudsak blandskog.